# Morena powierzchniowa
Morena powierzchniowa – określenie materiału skalnego transportowanego przez lodowiec w jego górnej, powierzchniowej partii. Stanowi go zwietrzelina pochodząca z otaczających stoków górskich, materiał naniesiony przez wiatr, lawiny itp. oraz wyniesiony z spągowej warstwy lodowca. W strefie jęzora lodowcowego może nastąpić zmieszanie materiału skalnego moreny powierzchniowej z materiałem moreny wewnętrznej. W wyniku wytapiania moreny powierzchniowej tworzy się morena ablacyjna.